# 吳嘉會
吳嘉會（1512年—1588年），字惟禮，號南里，山西振武衛軍籍，湖廣長沙府湘陰縣人，明朝政治人物。

## 生平
嘉靖十三年（1534年）甲午科山西鄉試第三名舉人，十四年（1535年）中式乙未科會試第一百二十八名，三甲第一百六十名進士。授行人司行人，升行人司副，改刑部主事，升郎中，二十年升山東按察司僉事，升山東布政使司參議，平單縣妖人楊惠等亂，二十六年升山東按察司副使、兵備天津，二十九年升陝西布政使司右參政，以俺答汗入寇至通州，二十九年八月任都察院右佥都御史、整饬蓟州兵备巡抚顺天，不久被劾，由聂豹接任，提督侍郎孫禬称其年力可用，十月复任原职。三十年十一月升右副都御史，三十三年十一月以御虏功升兵部右侍郎兼右佥都御史，荫子吴蒙为国子生。修筑墙子岭、白马关一带边墙，修长城石墙四万丈，三十四年十一月加二品服俸，三十五年三月改戶部右侍郎，三十六年三月升兵部左侍郎，三十七年代理兵部尚書事，条上战守十二事，同年三月被御史万民英弹劾下狱，朝廷派礼科右给事中袁汝是、河南道御史凌儒往蓟镇勘查边墙工程，七月以修边冒破之罪，黜为民。隆庆元年，多次被人举荐起复，没有出仕，萬曆年間起復原職致仕，十六年（1588年）卒，十七年（1589年）四月賜祭葬。著有奏議十卷。

## 家族
曾祖吳貞；祖父吳寧；父吳琇，母王氏。具慶下。兄吳嘉聰（山東按察司副使）。